# Treccia di Berenice
La treccia di Berenice è una manifestazione dei vortici d'estremità d'ala ed è connessa agli effetti indotti dai profili alari di aeromobili e vetture sportive, dove ai bordi alari l'aria a maggiore pressione ruota verso la zona a minore pressione, all'interno di tali vortici c'è una pressione molto bassa, se l'aria ha un elevato valore di umidità relativa, quest'aria dentro a questi vortici fa condensare l'umidità e mette in mostra la treccia di Berenice.

## Etimologia
Il nome di tale fenomeno fisico si deve alla leggenda che riguarda Berenice Evergete o Berenice II, che è stata una regina Cirenaica dal 246 al 221 a.C., dove il relativo racconto indica come al momento della partenza del marito Tolomeo Evergete per la guerra, ella dedicò una ciocca dei suoi capelli alla dea Afrodite.
Successivamente i capelli sparirono e vennero sostituiti ad una nuova costellazione che prese il nome di "Chioma di Berenice".
Tale fenomeno fisico ricorda una treccia e data la notorietà di tale leggenda, venne ribattezzata in tale modo.

## Descrizione
I profili alari creano due zone di pressione differente, una a pressione maggiore e l'altra a pressione minore rispetto a quella ambientale, ma dato che i profili alari hanno lunghezze finite, ai bordi delle stesse i due flussi tendono a intrecciarsi tra loro, in quanto l'aria a pressione maggiore tende a compensare le zone a pressione minore e nel fare ciò crea un avvitamento tra i due flussi che porta ad un importante abbassamento di pressione localizzato al centro della zona di avvitamento dei due flussi d'aria e qualora essa ha un elevato valore di umidità relativa, questa si condensa e mette in mostra la treccia di Berenice.

## Caratteristiche
Tale fenomeno mette in mostra una zona di bassa pressione che porta a condensare l'umidità, il problema delle zone di bassa pressione alla coda dei profili alari è quello di generare una resistenza all'avanzamento.
Alcuni espedienti per ridurre tali turbolenze è quello di ridurre progressivamente il profilo alare o di attuare altre soluzioni come appendici per ridurre l'entità dell'avvitamento e che prende il nome di aletta d'estremità.